# Jakarta Open 1973
Il Jakarta Open 1973 è stato un torneo di tennis. È stata la 1ª edizione del Jakarta Open, che fa parte del Commercial Union Assurance Grand Prix 1973. Il torneo si è giocato a Giacarta in Indonesia dal 29 ottobre al 4 novembre 1973.

## Campioni

### Singolare maschile
John Newcombe ha battuto in finale  Ross Case con il punteggio di 7–6 7–6 6–3

### Doppio maschile
Mike Estep /  Ian Fletcher hanno battuto in finale  John Newcombe /  Allan Stone con il punteggio di 7–5, 6–4